# Check Your Head
Check Your Head es el tercer álbum de estudio de los Beastie Boys. Fue lanzado el 21 de abril de 1992 vía Capitol Records. Tres años transcurrieron entre la liberación de Paul's Boutique (segundo álbum de la banda) y la grabación de este álbum. El álbum fue grabada en los G-Son Studios de Atwater Village, California en 1991. El álbum fue relanzado en 2009 en un número de formatos y 16 destacadas caras-b y rarezas, así como una pista de comentarios. El álbum está analizado en el libro Check the Technique de Brian Coleman.

## Lista de canciones
Todas las canciones escritas por Michael Diamond, Adam Horovitz y Adam Yauch, excepto donde se indique
1. "Jimmy James" – 3:14 (Beastie Boys/Caldato)
2. "Funky Boss" – 1:35 (Beastie Boys/Nishita)
3. "Pass the Mic" – 4:17 (Beastie Boys/Caldato)
4. "Gratitude" – 2:45 (Beastie Boys/Cushman)
5. "Lighten Up" – 2:41 (Beastie Boys/Nishita)
6. "Finger Lickin' Good" – 3:39 (Beastie Boys/Caldato/Fite/Hill)
7. "So What'cha Want" – 3:37
8. "The Biz vs. The Nuge" – 0:33 (Hall/Nugent)
9. "Time for Livin'" – 1:48 (Sly & the Family Stone)
10. "Something's Got to Give" – 3:28 (Beastie Boys/Caldato/Nishita)
11. "The Blue Nun" – 0:32
12. "Stand Together"– 2:47 (Beastie Boys/Caldato)
13. "POW" – 2:13 (Beastie Boys/Nishita)
14. "The Maestro" – 2:52
15. "Groove Holmes" – 2:33 (Beastie Boys/Nishita)
16. "Live at P.J.'s" – 3:18 (Beastie Boys/Nishita)
17. "Mark on the Bus" – 1:05 (Nishita)
18. "Professor Booty" – 4:13 (Beastie Boys/Caldato)
19. "In 3's" – 2:23 (Beastie Boys/Nishita)
20. "Namasté" – 4:01 (Beastie Boys/Nishita)

Pistas adicionales japonés
1. "Dub The Mic (Instrumental)"
2. "Drunken Praying Mantis Style"
3. "Skills to Pay the Bills (Pass the Mic, Pt. 2)"
4. "Netty's Girl"

Disco bonus de la edición remasterizada 2009
1. "Dub The Mic (Instrumental)" - 4:30
2. "Pass The Mic (Pt2, Skills To Pay The Bills)" - 4:25
3. "Drunken Praying Mantis Style" - 2:40
4. "Netty's Girl" - 3:24
5. "The Skills To Pay The Bills (Original Version)" - 3:16
6. "So What'cha Want (Soul Assassins Remix Version)" - 4:08
7. "So What'cha Want (Butt Naked Version)" - 3:29
8. "Groove Holmes (Live vs The Biz)" - 6:13
9. "So What'cha Want (All The Way Live Freestyle Version)" - 3:39
10. "Stand Together (Live at French's Tavern, Sydney Australia)" - 2:32
11. "Finger Lickin' Good (Government Cheese Remix)" - 4:15
12. "Gratitude (Live at Budokan 9-16-92)" - 4:28
13. "Honky Rink" - 2:13
14. "Jimmy James (Original Version)" - 3:44
15. "Boomin' Granny" - 2:18
16. "Drinkin' Wine" - 4:42

## Personal
Beastie Boys
- Ad-Rock – voz, guitarra
- Mike D – voz, batería
- MCA – voz, bajo

Otros
- Marcel Hall - voz en "The Biz Vs. The Nuge"
- James Bradley – percusión
- Drew Lawrence – percusión
- Money Mark – órgano, sintetizadores, teclados, clarinete, wurlitzer
- Art Oliva – percusión
- Juanito Vazquez – percusión, conga, cuica

## Posiciones en las listas

### Álbum
| Año  | Listas                 | Posición |
| ---- | ---------------------- | -------- |
| 1992 | The Billboard 200      | 10       |
| 1992 | Top R&B/Hip-Hop Albums | 37       |

### Sencillos
| Año  | Sencillo         | Listas                             | Posición |
| ---- | ---------------- | ---------------------------------- | -------- |
| 1992 | So What'cha Want | The Billboard Hot 100              | 93       |
| 1992 | So What'cha Want | Hot Dance Music/Max-Singles Sales  | 26       |
| 1992 | So What'cha Want | Hot Rap Singles                    | 18       |
| 1992 | So What'cha Want | Modern Rock Tracks                 | 22       |
| 1992 | Pass The Mic     | Hot Dance Music/Maxi-Singles Sales | 38       |
| 1992 | Jimmy James      |                                    |          |
| 1992 | Gratitude        |                                    |          |